# 愛燦燦 (美空ひばりの曲)
『愛燦燦』（あいさんさん）は、1986年5月29日に発売された美空ひばりのシングルである。

## 概要
作詞・作曲にはシンガーソングライターの小椋佳が起用された。
本楽曲が製作されることになったきっかけは、「家族愛」をテーマに製作され、ハワイで撮影された『味の素』（うま味調味料）のCM映像のバック音楽をホリプロの若き映像プロデューサーだった岩上昭彦がひばりに歌唱させることを希望したことである。CMソングの製作者は最初から小椋にすることを考えていた。歌手はホリプロの所属歌手を検討したがイメージに合わず、岩上は「家族愛」のテーマに最も合致していると思われるひばりを希望した。当時のひばりは「歌謡界の女王」とも呼ばれていた芸能界の大御所であり、無謀とも言えるオファーであったが、ひばりがこのオファーを受諾したため、完成したのが本楽曲である。
CMの映像を見た小椋がCM曲として最初に作詞・作曲した歌はテンポも軽やかな「轍（わだち）」という曲だった。しかし、コロムビアの担当ディレクターや広告主である味の素の「包容力がほしい」という意向によって、小椋にCM曲の取替えが伝えられた。そして、小椋が製作したのが「愛燦燦」である。CMの映像では農家の主婦が中心に描かれ、彼女に太陽の光が燦々と当たる様子を見て、小椋は「燦々」という言葉をテーマにして曲作りをした。放映当初は画面にクレジットされずいわば覆面シンガー扱いだったが、声質などからすぐに承知され、発表とともに画面上でもクレジットされるようになった。CMが作品として認められると共に彼女の歌唱力を示すエピソードとなった。
ひばりが亡くなった1989年末の『第40回NHK紅白歌合戦』では、ひばりと同じく三人娘の一人で大親友だった、雪村いづみがひばりの追悼として本楽曲を歌唱した。また、2007年の『第58回NHK紅白歌合戦』では、ひばりの生誕70周年を記念して、作詞・作曲を担当した小椋が生前のひばりの映像とのデュエットを披露した。
本楽曲が発売された5月29日はひばりの49歳の誕生日であり、1986年はひばりがデビュー40周年を迎えた年でもあった。
発売された1986年当時の売上は振るわなかったが、その後ロングヒットとなり、2019年時点ではひばりのシングル売上で歴代12位にランクインされている（日本コロムビア調べ）。ひばりの遺作になった『川の流れのように』と並んでテレビ・ラジオなどで多く取り上げられており、数多くの歌手によってカバーされていることもあって、ひばりの死後も代表曲のひとつとして全世代に親しまれている。

## 収録曲
オリジナル盤
1. 愛燦燦
作詞・作曲：小椋佳、編曲：若草恵
2. 太鼓
作詞・作曲：小椋佳、編曲：若草恵

1991年再発売盤
1. 愛燦燦
作詞・作曲：小椋佳、編曲：若草恵
2. 津軽のふるさと
作詞・作曲・編曲：米山正夫

## カバー
愛燦燦
- 小椋佳 - セルフカバー。上述の通り『第58回NHK紅白歌合戦』で歌唱。
- 秋川雅史 - アルバム『Sings〜美空ひばりを歌う〜』（2015年11月18日）に収録。
- 中孝介 - シングル『空が空』に収録。
- EXILE ATSUSHI - ライブビデオ『EXILE ATSUSHI PREMIUM LIVE 〜命をうたう〜』（2013年4月3日）に収録。5thシングル「青い龍」カップリング。2ndアルバム『Music』に収録。
- 新垣勉 - アルバム『出逢い〜我が心の歌〜』（2002年11月21日）に収録。
- 杏里
- 石川さゆり - アルバム『特選集/愛燦燦』（1993年11月3日）に収録。
- 五木ひろし - アルバム『ベストコレクション 浪花盃』（1994年11月24日）に収録。
- 五輪真弓 - アルバム『welcome』（2007年10月31日）に収録。
- 岩崎宏美 - アルバム『Dear Friends V』（2010年10月20日）に収録。
- 岡本知高 - アルバム『旅立ちの日に』（2005年11月16日）の初回盤に収録。
- 加藤登紀子 - アルバム『SONGS 〜うたが街に流れていた〜』（2008年5月27日）に収録。
- 加山雄三 - アルバム『若大将50年!』（2010年5月26日）に収録。
- 川崎鷹也 - カバーEP『白』（2022年9月14日）に収録[4]。
- 河村隆一 - アルバム『evergreen 〜あなたの忘れ物〜』（2006年5月24日）に収録。
- 木の実ナナ - アルバム『デビュー50周年記念アルバム SHOW GIRLの時間旅行〜my favorite songs』（2012年11月14日）に収録。
- キム・ヨンジャ - アルバム『愛の伝説』（1991年10月21日）に収録。
- グラシェラ・スサーナ - アルバム『Golden J-Pop The Best』（1998年11月21日）に収録。
- 研ナオコ - アルバム『カバー作品コレクション』（2013年9月18日）に収録。
- 香西かおり - アルバム『綴織百景VOL.6〜美空ひばりを唄う〜』（1996年11月25日）に収録。
- 小林幸子 - アルバム『特選集 いそしぎ』（2004年5月19日）に収録。
- 笹川美和 - トリビュートアルバム『小椋佳トリビュート〜青春〜』（2006年12月6日）に収録。
- 佐々木秀実 - アルバム『美しき愛のうた』（2014年10月29日）に収録。
- さだまさし - アルバム『情継 こころをつぐ』（2009年3月25日）に収録。
- 城之内早苗 - アルバム『城之内早苗ベストアルバム』（2013年1月23日）に収録。
- 島津亜矢 - アルバム『BS日本のうた』（2002年9月26日）に収録。
- 鈴木雅之 - アルバム『DISCOVER JAPAN』（2011年9月28日）に収録。
- ティーナ・カリーナ - アルバム『ひとり昭和歌謡祭 ベストアルバム』（2017年4月26日）に収録。
- 天童よしみ - 『第62回NHK紅白歌合戦』で歌唱。
- 原田ヒロシ - アルバム『歌たずね人 原点回帰』（2021年10月20日）に収録。
- 氷川きよし - アルバム『氷川きよし・演歌名曲コレクション20〜ちょいときまぐれ渡り鳥〜』（2014年11月19日）に収録。
- 一青窈 - カバーアルバム『歌窈曲』（2012年4月8日）の初回生産限定盤に収録。
- Fayray - アルバム『光と影』（2006年1月25日）に収録。
- 藤あや子 - アルバム『ファーストリサイタル〜より艶やかに』（1993年12月1日）に収録。
- フォーリーブス - アルバム『ずっと君を愛してた〜4人の絆は永遠に…〜』（2009年3月25日）に収録（青山孝史のライブより収録したボーナストラック）。
- 増田恵子 - アルバム『愛唱歌』（2014年12月10日）に収録。
- 松原のぶえ - アルバム『名曲選 第3集〜美空ひばりを唄う1』（1995年6月21日）に収録。
- 都はるみ - アルバム『美空ひばりを唄う』（2013年6月19日）に収録。
- 村上ゆき - アルバム『おんがえし』（2012年11月21日）に収録[5]。
- 和田アキ子 - DVD『AKIKO WADA POWER & SOUL』（2009年1月21日）に収録。
- 山崎育三郎 - カバーアルバム『1936 〜your songs〜』（2016年8月24日）に収録 [6]。
- 桑田佳祐 - 『平成三十年度! 第三回ひとり紅白歌合戦』（2019年6月5日）に収録。